# Picnomon acarna
Picnomon acarna (L.) Cass. – gatunek roślin z roślin z monotypowego rodzaju Picnomon z rodziny astrowatych. Jest szeroko rozprzestrzeniony w basenie Morza Śródziemnego, poza tym introdukowany do północnej Europy i Australii (w tej ostatniej jest inwazyjny).

## Morfologia
PokrójKolczaste rośliny jednoroczne. Łodyga oskrzydlona, rozgałęziona.
LiściePierzastowcinane, ząbkowane i kolczaste.
KwiatyZebrane w koszyczek wyrastający pojedynczo lub jest ich kilka na szczycie pędu. U nasady kwiatostanu wyrastają pajęczynowato owłosione, kolczaste liście otaczające i wyrastające pod kwiatostan. Listki okrywy kolczaste na brzegu, gęsto pajęczynowato owłosione. Dno koszyczków pokryte gęstymi szczecinkami. Korony kwiatów purpurowe. Nitki pręcików brodawkowate.
OwoceJajowato podługowate, ścieśnione, gładkie i nagie niełupki z miodnikiem na szczycie i z pierzastym i odpadającym puchem kielichowym.

## Systematyka
Gatunek z monotypowego rodzaju Picnomon z rodziny astrowatych z podrodziny Carduoideae, plemienia Cardueae Cass. i podplemienia Carduinae (Cass.) Dumort. (1827).